# Wild (single)
Wild is de debuutsingle van Monique Smit.
Wild stond in 2007 in de Volendam Top 100 op nummer 7 dat door 100%NL werd uitgezonden op eerste kerstdag.

## Nummers
1. "Wild" - 3:32
2. "Droom je mij" - 4:18